# 红星镇 (雅安市)
红星镇，是中华人民共和国四川省雅安市名山区下辖的一个乡镇级行政单位。2019年12月，撤销解放乡、双河乡、联江乡，将原解放乡吴岗村和原双河乡金鼓村、扎营村、长沙村、延源村、骑龙村、金狮村及原联江乡藕花村、土墩村行政区域划归红星镇管辖，红星镇余坝村、华光村所属行政区域划归百丈镇管辖。

## 行政区划
红星镇下辖以下地区：
太坪村、余坝村、罗湾村、白墙村、上马村、龚店村、天王村和华光村。